# Грін (Канзас)
Грін (англ. Green) — місто (англ. city) в США, в окрузі Клей штату Канзас. Населення — 95 осіб (2020).

## Географія
Грін розташований за координатами 39°25′48″ пн. ш. 97°0′0″ зх. д. / 39.43000° пн. ш. 97.00000° зх. д. (39.429977, -97.000095).  За даними Бюро перепису населення США в 2010 році місто мало площу 0,51 км², уся площа — суходіл.

## Демографія
Згідно з переписом 2010 року, у місті мешкало 128 осіб у 54 домогосподарствах у складі 34 родин. Густота населення становила 252 особи/км².  Було 68 помешкань (134/км²).
Расовий склад населення:
| - 97,7 % — білих - 1,6 % — корінних американців |

До двох чи більше рас належало 0,8 %. Частка іспаномовних становила 2,3 % від усіх жителів.
За віковим діапазоном населення розподілялося таким чином: 28,1 % — особи молодші 18 років, 59,4 % — особи у віці 18—64 років, 12,5 % — особи у віці 65 років та старші. Медіана віку мешканця становила 36,6 року. На 100 осіб жіночої статі у місті припадало 100,0 чоловіків;  на 100 жінок у віці від 18 років та старших — 114,0 чоловіків також старших 18 років.
Середній дохід на одне домашнє господарство  становив 52 105 доларів США (медіана — 56 250), а середній дохід на одну сім'ю — 59 424 долари (медіана — 59 219). Медіана доходів становила 47 813 долари для чоловіків та 18 750 доларів для жінок. За межею бідності перебувало 8,8 % осіб, у тому числі 3,6 % дітей у віці до 18 років та 0,0 % осіб у віці 65 років та старших.
Цивільне працевлаштоване населення становило 61 осіб. Основні галузі зайнятості: науковці, спеціалісти, менеджери — 26,2 %, освіта, охорона здоров'я та соціальна допомога — 19,7 %, мистецтво, розваги та відпочинок — 18,0 %.